# فوکر تی.۳
فوکر تی.۳ (انگلیسی: Fokker T.III) یک هواپیمای ساخت فوکر است .